# Yngve Lyttkens
Yngve Lyttkens, född 27 februari 1894 i Halmstad, död 26 oktober 1974 i Stockholm, var en svensk advokat och författare. Lyttkens författarskap präglas av att han återberättar och gestaltar välkända kriminalfall ur den svenska historien. Han var sedan 1918 gift med författarinnan Alice Lyttkens (1897-1991). Deras hem i Stockholm var vid mitten av 1900-talet en populär träffpunkt för många inom Stockholms skönlitterära värld. Paret är begravet på Norra begravningsplatsen.

## Familj
Han var son till Emil (1847–1912) och Mina Lyttkens, född Hagstedt. Ivar Lyttkens var hans farfar och August och Ivar Adolf Lyttkens var hans farbröder.